# Quercus havardii
Quercus havardii Rydb. – gatunek roślin z rodziny bukowatych (Fagaceae Dumort.). Występuje naturalnie w Stanach Zjednoczonych – w Utah, Kolorado, Kansas, Nowym Meksyku, Oklahomie oraz Teksasie. 

## Morfologia
PokrójZrzucający liście krzew dorastający do 0,5–10 m wysokości. Kora jest papierowa, łuszcząca się i ma szarą barwę.
LiścieBlaszka liściowa ma podługowaty, owalny, odwrotnie jajowaty, eliptyczny lub lancetowaty kształt. Mierzy 5–10 cm długości oraz 2–5 cm szerokości, jest delikatnie ząbkowana na brzegu, ma nasadę od zaokrąglonej do klinowej i zaokrąglony lub tępy wierzchołek. Ogonek liściowy jest nagi i ma 7 mm długości.
OwoceOrzechy zwane żołędziami o jajowatym kształcie, dorastają do 15–23 mm długości i 12–15 mm średnicy. Osadzone są pojedynczo w miseczkach w kształcie kubka, które mierzą 4–12 mm długości i 10–15 mm średnicy. Orzechy otulone są w miseczkach do 20–40% ich długości.

## Biologia i ekologia
Rośnie na piaszczystych wydmach. Występuje na wysokości od 500 do 1500 m n.p.m.